# Lucien Duclair
Lucien Duclair, né le 7 février 1890 à Nantes et mort le 8 août 1972 à Corbeil-Essonnes, est un coureur cycliste français.
Il participe aux Six Jours de Paris en 1922. En février 1926, il gagne une course derrière moto sur 25 km au vélodrome d'Hiver devant Henri Fossier, Ernest Catudal et Bouhours.

## Distinctions
- Croix de guerre 1914-1918 (1915)
- Médaille militaire (1931)
- Chevalier de la Légion d'honneur (1966)

## Palmarès
- 1926
  - 2e de la La Petite Roue d'Or, une heure derrière moto au Vélodrome Buffalo